# Süchbaatar (Distrikt)
Süchbaatar (mongolisch Сүхбаатар, Сүхбаатар дүүрэг ᠰᠦᠬᠡᠪᠠᠭᠠᠲᠤᠷ
ᠲᠡᠭᠦᠷᠭᠡ) ist einer der neun Düüregs (Distrikte) der mongolischen Hauptstadt Ulaanbaatar. Er ist unterteilt in 18 Choroos (Subdistrikte); diese sind durchnummeriert. Der Distrikt wurde 1965 eingerichtet und nach Damdin Süchbaatar, einem mongolischen Militärführer und Helden der Revolution benannt. 2004 hatte der Distrikt etwa 112.500 Einwohner in 24.568 Haushalten.

## Geographie
| Songino Chairchan | Töw-Aimag (Batsümber, Батсүмбэр)            |             |
| Tschingeltei      | Kompassrose, die auf Nachbargemeinden zeigt | Bajandsürch |
| Bajangol          | Chan-Uul                                    | Bajandsürch |

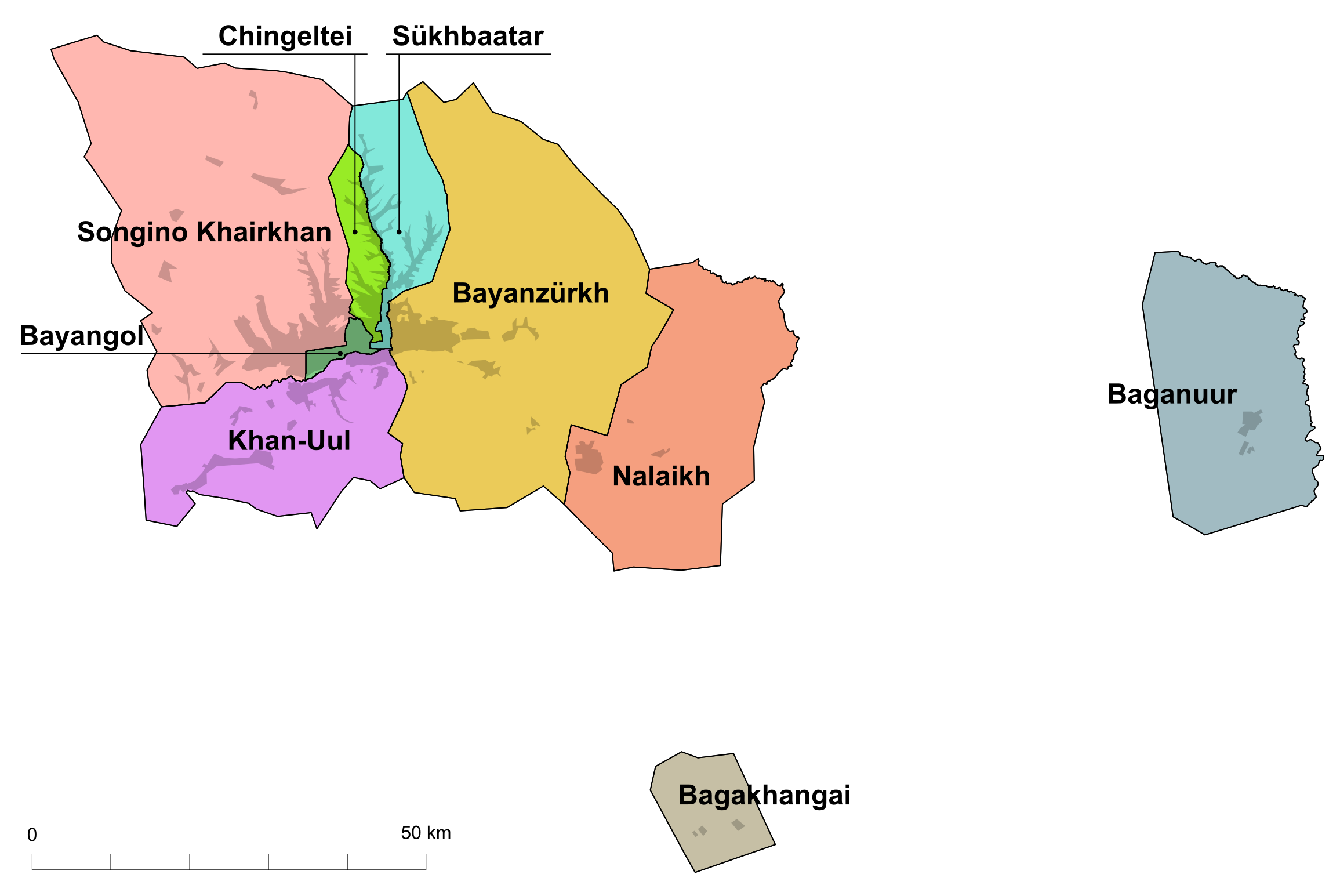
Distrikte der Hauptstadt Ulaanbaatar

Der Distrikt markiert das Zentrum der Stadt, zieht sich aber von dort weit nach Norden bis zur Stadtgrenze, parallel zum Nachbardistrikt Tschingeltei. Durch seine Lage grenzt er an die meisten anderen Distrikte. Die meisten Regierungs-, Bildungs- und Kultur-Organisationen haben dort ihren Sitz: Der Regierungspalast (Засгын газрын ордон), das Parlamentsgebäude, 13 ausländische Botschaften, Ministerien, die Niederlassung der Weltbank, das United Nations Development Programme (UNDP), die Nationaluniversität der Mongolei und die Mongolische Universität für Wissenschaft und Technik (Шинжлэх Ухаан Технологийн Их Сургууль), sowie auch das Hauptbüro der Hunnu Air (früher: Mongolian Airlines).

## Choroodin
Die Subdistrikte sind:
| Chоrоо | Landmarken |
| ------ | --- |
| 1      | ҮСАХ, 1-р амаржих газар, Шангри-Ла худалдааны төв, Улсын Төв Номын Сан ÜSACh, 1-r amardschich gadsar, Schangri-La chudaldaany töw, Ulsyn Töw Nomyn San |
| 2      | Элит сургууль, Цирк, Ниссан моторс, 1-р дунд сургууль Elit surguulj, Tsirk, Nissan motors, 1-r dund surguulj                                           |
| 3      | Миний дэлгүүр, Номун хотхон Minii delgüür, Nomun chotchon                                                                                              |
| 4      | Сант сүргууль Sant sürguulj |
| 5      | Улаанбаатар их дэлгүүр, Өгөөж, 6-р сургууль Ulaanbaatar ich delgüür, Ögöödsch, 6-r surguulj                                                            |
| 6      | Монгол 3-р дунд сургуулиас урагш МУИС хүртэл, Сүхбаатарын талбай Mongol 3-r dund surguulias uragsch MUIS chürtel, Süchbaataryn talbai                  |
| 7      | 11-р хороолол, Орчлон сургууль 11-r choroolol, Ortschlon surguulj                                                                                      |
| 8      | Авто плазагаас урагш Багшийн дээд хүртэл, Спортын төв ордон Awto pladsagaas uragsch Bagschiin deed chürtel, Sportyn töw ordon                          |
| 9      | 3-р сургуулийн ойролцоо 3-r surguuliin oiroltsoo |
| 10     | 100 айл 100 ail |
| 11     | 100 айл, Сонсголын бэрхшээлтэй хүүхдийн сургууль, Цагдаагийн гудамж 100 ail, Sonsgolyn berchscheeltei chüüchdiin surguulj, Tsagdaagiin gudamdsch       |
| 12     | 3 буудал, 32-ын тойрог 3 buudal, 32-yn toirog |
| 13     | 4 буудал 4 buudal |
| 14     | 6 буудал 6 buudal |
| 15     | Дамбадаржаа, 58-р дунд сургууль Dambadardschaa, 58-r dund surguulj                                                                                     |
| 16     | Бэлх Belch |
| 17     | Дамбадаржаа Dambadardschaa |
| 18     | Бэлх Belch |
| 19     | Шарга морьт Scharga morjt |
| 20     | Бэлхийн шинэ эцэс Belchiin schine etses |